# Oficina de la Política Nacional para el Control de Drogas
La Oficina de la Casa Blanca de la Política Nacional para el Control de Drogas (en inglés White House Office of National Drug Control Policy o ONDCP), un ex componente a nivel de gabinete de la Oficina Ejecutiva del Presidente de los Estados Unidos, fue establecida en 1989 por la Ley contra el Abuso de las Drogas de 1988. Su objetivo explícito es el de establecer políticas, prioridades y objetivos para erradicar el uso, fabricación y tráfico de drogas, la violencia y el crimen relacionado con las drogas, y las consecuencias en la salud pública relacionadas con las drogas.
El Director de la Política Nacional para el Control de Drogas, conocido coloquialmente como el Zar antidrogas, es el director de la agencia. El término "Zar antidrogas" fue utilizado por primera vez en la prensa por el en ese entonces senador Joe Biden en octubre de 1982. Además de administrar la ONDCP, el director evalúa, coordina y supervisa tanto los esfuerzos locales como internacionales de las agencias del poder ejecutivo y asegura que dichos esfuerzos soporten y complementen las actividades antidrogas a nivel local y estatal. El Director asesora al Presidente sobre los cambios en la organización, administración, presupuesto, y personal de las agencias federales que afectan las actividades de control de drogas en los Estados Unidos; también debe preparar, según lo exige la ley, un reporte sobre las obligaciones de la agencia federal bajo la Estrategia Nacional para el Control de Drogas. El actual director es Michael Botticelli, quien asumió el cargo que dejó Gil Kerlikowske en marzo de 2014. El presupuesto propuesto para el año fiscal 2011 por parte de la Administración Obama dedicaría una cantidad importante de nuevos recursos a la prevención y tratamiento del abuso de drogas. Estos recursos serían complementados por un esfuerzo más profundo para la mejora del control policial local, interdicción y programas de control de oferta. Recursos adicionales, 340 millones de dólares, fueron añadidos para la prevención y tratamiento del uso de drogas.
Para 2011, la ONDCP había solicitado fondos para 98 empleados tiempo completo, 64 (65,31%) de los cuales recibirían salarios de las categorías GS-15, GS-14, o SES, aproximadamente $105.211,00 al año, ajustados al costo de vida en Washington D. C.

## Programas

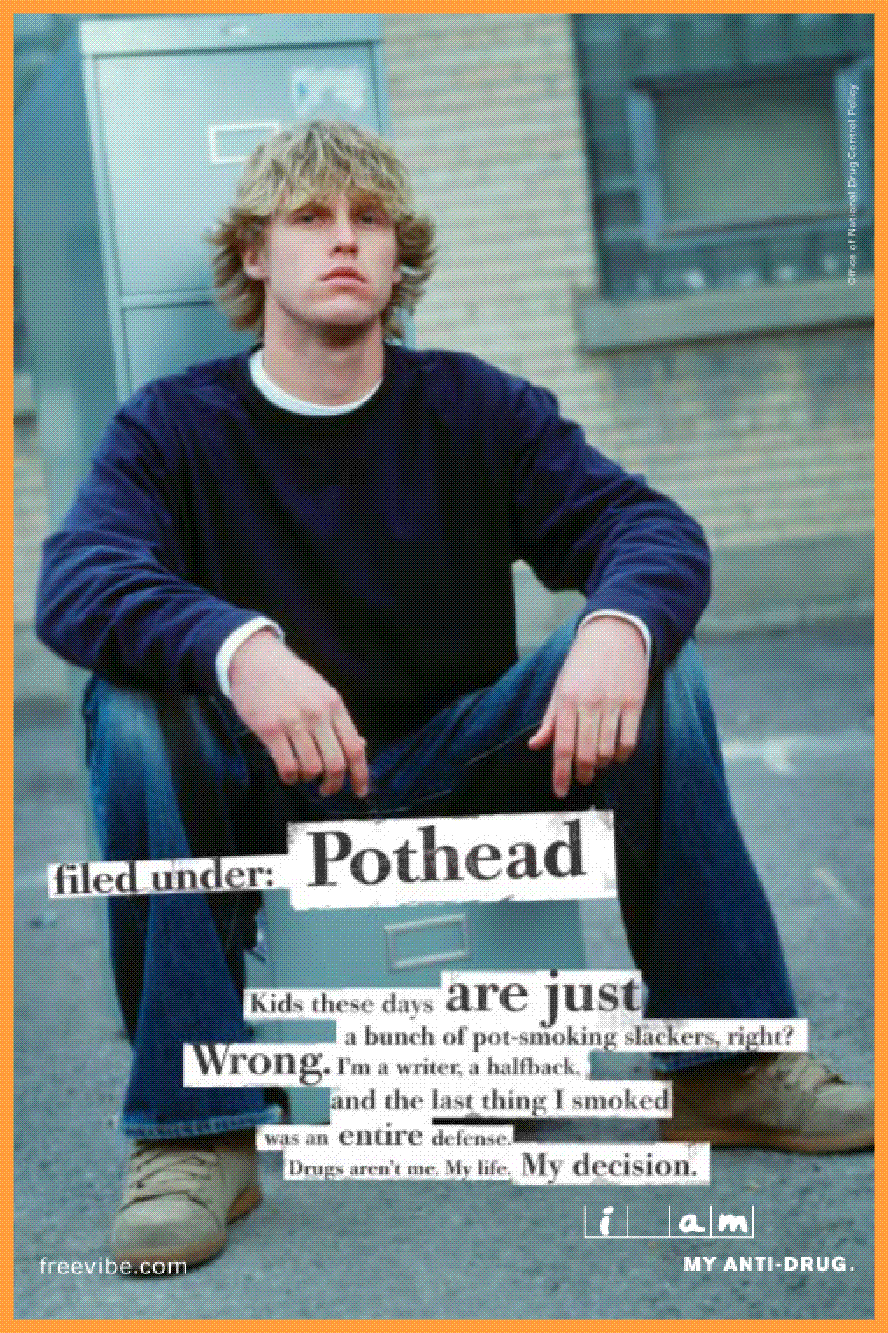
Pancarta de la Campaña Mediática Juvenil Nacional Antidrogas sobre el cannabis en EE. UU. (ca.2000).

Entre los programas dirigidos por la ONDCP, se encuentran:
- Programa de Áreas de Alta Intensidad de Tráfico de Drogas (en inglés, High Intensity Drug Trafficking Areas o HIDTA)
- Campaña Mediática Juvenil Nacional Antidrogas (en inglés, la National Youth Anti-Drug Media Campaign), una campaña de propaganda antidrogas del gobierno en Estados Unidos
- Programa de Comunidades Libres de Drogas (en inglés, Drug Free Communities Program)
- Actividades antidopaje
- Tareas de la Agencia Mundial Antidopaje (en inglés, World Anti-Doping Agency o WADA)

## Asuntos congresionales

### Apoyo bipartisano por el Zar Antidroga
La Ley Contra el Abuso de las Drogas de 1988, la cual creó la Oficina de la Política Nacional para el Control de Drogas, fue el resultado de un esfuerzo de ambos partidos (Demócrata y Republicano). Fue co-auspiciada en la Cámara de Representantes por los líderes de ambos partidos, Tom Foley and Robert Michel, y fue aprobada por márgenes de 346–11 y 87–3 en la Cámara y el Senado, respectivamente. Luego de firmar la ley, Ronald Reagan dijo, "Esta ley es el resultado de un esfuerzo bipartidista".

### Financiamiento
En septiembre de 2002, el Comité de Apropiaciones del Senado recomendó que los salarios y los gastos del ONDCP seán reducidos de 26,6 millones de dólares en 2006 a 11,5 millones de dólares en el año fiscal 2007, para que "reflejen su desempeño de manera más precisa". Los miembros del comité dijeron que solicitarían financiamiento para que se realice un estudio de la ONDCP por parte de la Academia Nacional de Administración Pública. También ordenaron un estudio de la Government Accountability Office sobre la distribución de subvenciones. Además, ordenaron al director a que presente reportes trimestrales sobre gastos de viajes, número de empleados y planes para futuras contrataciones.

### Programa de Tráfico de Drogas de Alta Intensidad
En 2005, la Administración Bush propuso transferir los 225 millones de dólares del Programa de Tráfico de Drogas de Alta Intensidad de la ONDCP al Departamento de Justicia. El programa provee dinero adicional a las comunidades con niveles de ventas crónicas de drogas ilícitas. Según el Washington Post, "Muchos congresistas se opusieron a la transferencia por miedo a que el programa se volviera menos prioritario".

### Política antilegalización
Por ley, el zar antidrogas se debe oponer a cualquier intento de legalizar el uso (de cualquier forma) de drogas ilícitas. Según la "La Ley de Reautorización de la Oficina de la Política Nacional para el Control de Drogas de 1998" el director de la ONDCP
(12) debe asegurar que los fondos federales asignados a la Oficina de la Política Nacional para el Control de Drogas nunca sean gastados para cualquier estudio o contrato relacionado con la legalización (para usos médicos o de cualquier otra índole) de una sustancia incluida en la categoría I de la sección 202 de la Ley de Sustancias Controladas (21 U.S.C. 812) y debe tomar cualquier acción que sea necesaria para oponerse a cualquier intento de legalizar el uso de una substancia (de cualquier forma) que --
1. esté incluida en la categoría I de la sección 202 de la Ley de Sustancias Controladas (21 U.S.C. 812); y
2. no haya sido aprobada para su uso con fines médicos por la Administración de Alimentos y Medicamentos;
La Government Accountability Office ha llegado a la conclusión de que esta ley autoriza a la ONDCP a diseminar información para que se oponga a la legalización:
Finalmente, más allá de cualquier consideración de que una ley en particular haya sido violada, preguntó si la carta del Vice Director dismeminaba información engañosa en relación a declaraciones relacionadas con el debate de la legalización de la marihuana. Claramente, las declaraciones del Vice Director reflejan una perspectiva en relación a la marihuana - una perspectiva que es disputada por otras partes con opiniones diferentes. No obstante, a la ONDCP se la encargado la responsabilidad específica de "tomar las medidas que sean necesarias para oponerse a cualquier intento de legalizar el uso" de ciertas sustancias controladas como la marihuana - una responsabilidad que lógicamente podría incluir la emisión de declaraciones de apoyo a la oposición a los esfuerzos de legalización. Las declaraciones del Vice Director sobre la marihuana están, por lo tanto, dentro del rol legal asignado al ONDCP. Dado este rol, no vemos la necesidad de examinar la veracidad de las declaraciones del Vice Director en detalle.

## Efectividad de la ONDCP

### Uso de drogas en los EUA
En septiembre de 2006, la oficina reportó que la encuesta de 2005 de 67500 personas encontró que el 8,1 por ciento había reportado haber consumido una droga ilícita en 30 días antes de haber sido formulada la pregunta, lo que representa un total de 19,7 millones de personas a nivel nacional (de 12 años o mayores). El porcentaje había aumentado ligeramente en relación con 2004. El uso de drogas entre adolescentes había caído por tercer año consecutivo. Auqne la ONDCP mide su eficacia en relación con las estadísticas de consumo anteriores dentro de los Estados Unidos, la Oficina no publica como estas estadísticas se comparan con otros países en su momento cuando publican estos resultados. En 2008, la ONDCP reportó que el consumo de drogas entre jóvenes en relación con el porcentaje reportado el mes anterior había caído de 19,4% al 14,8% entre estudiantes de escuela secundaria e intermedia entre 2001 y 2007.

### Propaganda en contra de la marihuana
En agosto de 2001, la Oficina le dijo a un comité congresional que su Campaña Mediática Nacional Antidrogas "había sido el símbolo más visible del compromiso del gobierno federal con la prevención del uso de las drogas", y que la Oficina estaba "invirtiendo 7 millones de dólares al año en medición de desempeño para determinar la efectividad" de la campaña. La declaración decía que "Creemos que existe una fuerte evidencia que indica que nuestra campaña está funcionando, según lo planeado, para cambiar las actitudes, intenciones y uso de las drogas".

### Otros
Según el reporte Monitoring the Future de la Universidad de Míchigan, el número de jóvenes que utilizan drogas en los Estados Unidos cayó en un siete por ciento entre 2001 y 2006, aunque no existe evidencia que sugiera que los programas antidrogas del gobierno que se iniciaron a principios del milenio tengan algo que ver con esta caída.
Pese a que la producción de cocaína en Colombia cayó con la ejecución del Plan Colombia, las Naciones Unidas declararon que en 2005, pese a que los niveles de erradicación por parte de los EUA habían alcanzado niveles récord, la producción de coca aumentó en 330 millas cuadradas (854,7 km²).

## Controversias

### Mensajes antidrogas pagados en programas de televisión
En la primavera de 1998, la ONDCP comenzó a ofrecer dólares por publicidad adicional a las cadenas de televisión que incluyan mensajes antidrogas en su programación. Desarrollaron un sistema de contabilidad para decidir que programas de televisión tenían un valor para ellos y cuanto. Luego de recibir copias adelantadas de los guiones, asignaban un valor financiero a cada mensaje antidrogas de cada programa. Luego sugirirían maneras en las cuales las cadenas podían aumentar la cantidad de dinero que recibían. El vicepresidente para estándares de programación de la cadena WB Rick Mater admitió, "La Casa Blanca si leía los guiones. Sí los aprobaban-- leían los guiones, sí."
Alan Levitt estaba a cargo de la campaña de la ONDCP, y estimó que entre 1998 y el año 2000 las cadenas de televisión recibieron casi 25 millones de dólares en beneficios.
Un ejemplo fue la serie de televisión de Warner Brothers Smart Guy. El guion original mostraba a dos personas jóvenes utilizando drogas en una fiesta. Originalmente su imagen era de chicos chéveres y populares, pero luego de que la oficina antidrogas dio su opinión, "Los hicimos ver como perdedores y los metimos en un lavadero [escondidos para que disfruten vergonzosamente en secreto]. Ese no era el guion original."
Otros programas como ER, Beverly Hills, 90210, Chicago Hope, The Drew Carey Show y 7th Heaven también incluían mensajes antidrogas en sus historias.
En el año 2000, la Comisión Federal de Comunicaciones (FCC), en respuesta a una queja de la National Organization for the Reform of Marijuana Laws, envió consultas a cinco importantes cadenas de televisión sobre estas prácticas. El Comité de la Cámara de Representantes del Subcomité de Reforma Gubernamental de la Justicia Criminal, Política sobre las Drogas y Recursos Humanos tuvo audiencias sobre el asunto el 11 de julio de 2000. En diciembre de ese año, la FCC declaró que las cadenas de televisión debieron haber nombrado explícitamente a la Oficina de la Política Nacional para el Control de Drogas como el auspiciante de los programas en cuestión.

### Iniciativas democráticas para la descriminalización a nivel local y estatal
En diciembre de 2002, el Marijuana Policy Project, presentó una queja ante el Secretario de Estado de Nevada en la que acusaba al Zar Antidrogas John Walters de hacer campaña de manera ilegal en contra de su iniciativa del año 2002 para descriminalizar la posesión de hasta 3 onzas de canabis en ese estado. Specifically, MPP argued that Nevada campaign finance laws required the Drug Czar to reveal how much taxpayer money he had spent to defeat the initiative. In April 2003, the Nevada Attorney General concluded that the Drug Czar was not required to comply with Nevada's campaign finance laws. MPP filed a writ of mandamus as an appeal of the decision. The Nevada Supreme Court issued an order declaring that MPP had "set forth issues of arguable merit" in its writ; however, on August 18, 2004, the Court declared that it was "not satisfied that [the] court's intervention by way of extraordinary relief is warranted".
Un comunicado de prensa del MPP del 24 de febrero de 2005 anunció que el grupo había presentado quejas similares en Montana, Oregón y Alaska, acusando al Zar Antidrogas de no publicar los detalles de los gastos de campaña como lo exige la ley:
El 5 de octubre de 2004, el zar antidrogas viajó a Oregón con el propósito de oponerse a la Propuesta 33, una propuesta electoral diseñada para expandir el programa de marihuana medicinal del estado. El 6 de octubre, el Vice Director de la ONDCP Scott Burns viajó a Montana para hacer campaña en contra de la iniciativa 148, la propuesta sobre la marihuana medicinal que fue aprobada por los votantes en noviembre. Y el 13 y el 14 de octubre, Burns viajó a Alaska para oponerse a la Propuesta 2, una propuesta que permitía al estado gravar y regular la venta de marihuana. Todos estos viajes fueron reportados ampliamente por la prensa como viajes para hacer campaña en contra de las iniciativas de reforma.

### Use of video news releases
In 2005, the Government Accountability Office found that the ONDCP had violated domestic propaganda and publicity prohibitions by preparing prepackaged news stories that did not disclose to television viewers that the government had produced them, had illegally spent appropriations to develop, produce and distribute the covert propaganda but use of the term "Drug Czar" in the "Video News Releases" had not constituted unlawful self-aggrandizement.
ONDCP supporters such as Representatives Tom Davis and Mark Edward Souder have dismissed such criticism on the grounds that the ONDCP is expressly authorized by law to conduct anti-drug media campaigns. According to Susan A. Poling, managing associate general counsel at the GAO, "What is objectionable about these is the fact the viewer has no idea their tax dollars are being used to write and produce this video segment.".

### Bloqueo de respuestas a videos de propaganda de la ONDCP en YouTube
En septiembre de 2006, la ONDCP comenzó a publicar mensajes contra las drogas a través del sistema de YouTube. En respuesta a ello, muchos usuarios de YouTube comenzaron a subir respuestas y darle "bajas calificaciones" a los anuncions gubernamentales. Como consecuencia de esto, a desde mediados de septiembre de 2006, la ONDCP ha quitado la posibilidad de evaluar o comentar sobre los videos de manera directa. No obstante, los usuarios pueden continuar publicando sus respuestas de manera separada.

## Lista de directores
El título de Director, al igual que la Oficina, fueron creados por la Ley en Contra del Abuso de las Drogas de 1988. La posición tuvo el estatus de gabinete entre 1993 al 2009.
| N.º | Nombre             | Retrato | Periodo                                      | Presidente        |
| --- | ------------------ | ------- | -------------------------------------------- | ----------------- |
| 1   | William Bennett    |         | 1989–1991                                    | George H. W. Bush |
| 2   | Bob Martínez       |         | 28 de marzo de 1991 – 20 de enero de 1993    | George H. W. Bush |
| 3   | Lee P. Brown       |         | enero de 1993 – 12 de diciembre de 1995      | Bill Clinton      |
| 4   | Barry McCaffrey    |         | 29 de febrero de 1996 – 4 de enero de 2001   | Bill Clinton      |
| 5   | John P. Walters    |         | 7 de diciembre de 2001 – 19 de enero de 2009 | George W. Bush    |
| 6   | Gil Kerlikowske    |         | 7 de mayo de 2009 – 6 de marzo de 2014       | Barack Obama      |
| 7   | Michael Botticelli |         | 6 de marzo de 2014 – actualidad              | Barack Obama      |

## Leyes y órdenes ejecutivas
- Ley contra el abuso de las drogas de 1988
- Orden Ejecutiva 12880 de 1993
- Ley del control de crímenes violentos y cuerpos policiales de 1994
- Orden Ejecutiva 12992 de 1996
- Orden Ejecutiva 13023 de 1996
- Ley de las comunidades libres de drogas de 1997
- Ley de campaña mediática de 1998
- Ley de Reautorización de la ONDCP de 1998
- Orden Ejecutiva 13165 de 2000
- Título 21 del Código de Regulaciones Federales